# Bokhān
Bokhvān (persiska: بخوان) är en ort i Iran.   Den ligger i provinsen Hormozgan, i den sydöstra delen av landet, 1 000 km sydost om huvudstaden Teheran. Bokhvān ligger 1 531 meter över havet och antalet invånare är 205.
Terrängen runt Bokhvān är bergig åt sydväst, men åt nordost är den kuperad. Terrängen runt Bokhvān sluttar norrut. Runt Bokhvān är det glesbefolkat, med 17 invånare per kvadratkilometer. Närmaste större samhälle är Sīrmand, 13,6 km väster om Bokhvān. Trakten runt Bokhvān är ofruktbar med lite eller ingen växtlighet.